# Tyre (New York)
|  | Dieser Artikel wurde aufgrund von inhaltlichen Mängeln auf der Qualitätssicherungsseite des Projektes USA eingetragen. Hilf mit, die Qualität dieses Artikels auf ein akzeptables Niveau zu bringen, und beteilige dich an der Diskussion! Eine nähere Beschreibung der zu behebenden Mängel fehlt. |

Tyre ist eine Stadt in Seneca County, New York, USA. Benannt wurde sie nach der libanesischen Stadt Tyros.

## Geografie
Laut dem United States Census Bureau erstreckt sich die Stadt über 85,8 km², von denen 77,8 km² Land und 8,0 km² (9,32 %) Wasser sind. Die nördliche Stadtgrenze ist die Grenze zu Wayne County, und die östliche Grenze, welche teilweise durch den Seneca River markiert wird, ist die Grenze zu Cayuga County.